# ستيوارت كيلي (لاعب دوري الرغبي)
ستيوارت كيلي (بالإنجليزية: Stuart Kelly)‏ هو لاعب دوري الرغبي أسترالي، ولد في 4 فبراير 1976 في Taroom ‏ في أستراليا.